# 낫세인 1세
셉티메니아의 낫세인 1세(Nascien I of Septimania) 또는 프랑크의 낫세인 1세(Nascien I of Franks, 410/415년경 - ?)는 유대계 프랑크 왕국의 귀족이자 셉티메니아 대공이었다. 프랑크 왕국 메로빙거 왕가 출신으로, 파라몬드의 증손이다. 유대인 자치국인 셉티메니아 공국을 다스렸다.
낫세인은 파라몬드의 손자이며 살리어 프랑크 족의 왕자 프로트문드의 아들이다. 메로빙거 왕조 출신이나 부분적으로 유대인의 혈통이 섞인 혼혈인이었다. 낫세인의 삶과 행적에 대해서는 정확하게 알려진 바가 없다. 프랑크 왕국내 유대인 자치국인 셉티메니아 공국을 통치하였다는 점 외에는 행적이 미상이다. 알렉산드리아 주교를 지낸 셀레디온(Celedoin)이 그의 아들이다.

## 가계
- 증조부 말콤
- 증조모 프로트문데
- 할아버지 파라몽
- 아버지 프로트문드
- 어머니 이름 미상
- 부인, 이름 미상, 동고트 족 출신
  - 아들 리키메르
  - 아들 셀레디온(Celedoin)

## 같이 보기
- 셉티메니아
- 메로빙거 왕조
- 게토
- 다윗